# سائق أمريكي (فلم)
سائق أمريكي (بالإنجليزية: American Driver) هو فيلم كوميدي نيجيري صدرَ عام 2017 من إخراج موزيس إنوانغ وبطولة إيفان كينج وجيم إيكي وأنيتا كريس ونسي إكبي إتم وإيما نييرا ولاورا هيوستن وأيو ماكون. عُرض الفيلم لأول مرةٍ في نيجيريا في الرابع والعشرين من شباط/ فبراير 2017، وحققت أكثر من 41 مليون نايرا (العملة النيجيريّة) مُحتلًّا بذلك المركز الثامن في قائمة أعلى الأفلام النيجيرية من حيثُ الإيرادات في عام 2017 والمركز التاسع والثلاثين في كل الأوقات في شباك التذاكر النيجيري. حاز الفيلم على جائزة أفضل فيلمٍ كوميدي في مهرجان أفلام الشعب في حزيران/يونيو 2017. بعد ثلاث سنواتٍ من صدورهِ في نيجيريا، صدر الفيلمُ بشكل رسميّ تحت نفس العنوان في الولايات المتحدة في الخامس من عشر من أيلول/سبتمبر 2020.

## القصّة
جاك كاري هو سائقٌ أمريكي مهتمه هي إيصالُ المشاهير النيجيريين إلى حفل توزيع جوائز محلّي، وخلال رحلته تلك يُحاول جاك أن يُصبح صديقًا للممثل جيم إيكي ، الذي يريد أن يحصل على بعض الوقت لمفرده لكنّ جاك لا يتركه.

## طاقم التمثيل
| - إيفان كينج في دور جاك كيري - جيم إيكي في نفس دوره - أنيتا كريس في دور كاتي - نسي إكبي إتيم في نفس دورها - أيو ماكون في نفس دوره | - إيما نييرا في نفس دورها - إم سي بي سي ذا كوميدي في دور ساني - نادية بواري في نفس دورها - لورا هيوستن في دور السيدة كاري | - ميشيل تولا في دور فيليب - ميلفين أودواه في نفس دوره - جوني ديوان في دور مالك المطعم - أندي رافين في دور الدكتور رافين - فيكي ديمبسي في دور المربية |

## الإفراج

### الإصدار النيجيري
عُرض فيلم سائق أمريكي لأول مرةٍ في نيجيريا في الرابع والعشرين من شباط/فبراير 2017 في الرابع والعشرين من شباط/فبراير 2017، حيث وُزّع على دور العرض في جميع أنحاء البلاد.

### الإصدار الأمريكي
عُرض من الثاني حتى الرابع من حزيران/يونيو 2017 فيلم سائق أمريكي وذلك في مهرجان الشعب السينمائي بمدينة نيويورك ففاز بجائزة أفضل فيلم كوميدي حينها. بعدما لاقَ الفيلمُ نجاحًا مقبولًا، صدر أخيرًا في الولايات المتحدة تحت نفس العنوان وذلك في الخامس عشر من أيلول/سبتمبر 2020.

## الاستقبال
أطلق موقع سينما بوينتر (بالإنجليزية: Cinema Pointer) على الفيلم لقب «الفيلم المسلّي والمرِح».

### بوكس أوفيس
حقّق فيلمُ سائق أمريكا إيراداتٍ مقبولةٍ خلال بداية عرضهِ في نيجيريا حيثُ اعتُبر أفضل فيلمٍ كوميدي نيجيري لتلك السنة، وهو ما جعله يُعرض لأكثر من 6 أشهر في دور السينما النيجيرية مُحقّقًا أكثر من 41 مليون نايرا في شباك التذاكر.

### الجوائز
فازَ فيلمُ سائق أمريكي بجائزة أفضل فيلمٍ كوميدي في مهرجان الشعب السينمائي عام 2017، كما رُشِّح للمنافسة على «جائزة كوميديا العام» في جوائز نوليوود للأفضل لعام 2017.
فاز الممثل إيفان كينج بجائزة أفضل ممثلٍ في فيلمٍ كوميدي عن دوره في فيلم سائق أمريكي في مهرجان الولايات المتحدة الصيني الدولي للفنون الثقافية للأفلام والتلفزيون لعام 2019.